# Flor Ramírez
Flor Ramírez – gwatemalska zapaśniczka walcząca w stylu wolnym. Zajęła trzecie miejsce na mistrzostwach panamerykańskich w 2003 roku.